# Beni Suef (gouvernement)
Beni Suef (Bani Suwayf, Arabisch: بني سويف) is een gouvernement in het noordoosten van Egypte, ten zuiden van de hoofdstad Caïro en aan de westelijke oever van de rivier de Nijl. De hoofdstad van het gouvernement is het gelijknamige Beni Suef en ligt op ongeveer 120 kilometer van Caïro.
Met een oppervlakte van ruim 1300 vierkante kilometer behoort Beni Suef tot de kleine gouvernementen van Egypte. In 2006 bedroeg het bevolkingsaantal 2.290.527 en was daarmee gemiddeld, begin 2019 was het gestegen tot 3.288.219. Beni Suef is een relatief arme regio door zijn ongelukkige ligging dicht bij de hoofdstad. De lokale economie is gebaseerd op de landbouw. Belangrijke industrieën zijn de cement- en de textielfabrieken.